# توني إيكلس
توني إيكلس (بالإنجليزية: Tony Eccles)‏ هو لاعب دارت بريطاني، ولد في 8 يناير 1970 في ميدلزبرة في المملكة المتحدة.

## وصلات خارجية
- توني إيكلس على موقع DartsDatabase.co.uk (الإنجليزية)